# Низамабат
Низамабат (каз. Низамабад) — село в Сайрамском районе Туркестанской области Казахстана. Входит в состав Карамуртского сельского округа. Находится примерно в 14 км к юго-востоку от районного центра, села Аксукент. Код КАТО — 515255200.

## Население
В 1999 году население села составляло 1431 человек (709 мужчин и 722 женщины). По данным переписи 2009 года, в селе проживало 2156 человек (1084 мужчины и 1072 женщины).